# Brachyphisis
Brachyphisis är ett släkte av insekter. Brachyphisis ingår i familjen vårtbitare.
Kladogram enligt Catalogue of Life:
| Brachyphisis | \| \| Brachyphisis viettei \| \| \| \| \| \| Brachyphisis visenda \| \| \| \| |
|              | \| \| Brachyphisis viettei \| \| \| \| \| \| Brachyphisis visenda \| \| \| \| |
|              | Brachyphisis viettei                                                          |
|              |                                                                               |
|              | Brachyphisis visenda                                                          |
|              |                                                                               |